# G-Unit
Ne doit pas être confondu avec G-Unit Records ou JUnit.
G-Unit, diminutif de Guerilla Unit, est un collectif de rap américain, originaire du Queens à New York. Le collectif se compose de 50 Cent, Lloyd Banks, Tony Yayo, Young Buck, et Kidd Kidd (en). Le groupe publie son premier album Beg for Mercy, en 2003, vendu à 2 millions d'exemplaires aux États-Unis et certifié double disque de platine par la Recording Industry Association of America (RIAA). En 2008, le groupe publie son deuxième album, T·O·S (Terminate on Sight). Après une période d'inactivité, la G-Unit fait officiellement son retour en 2014.

## Biographie

### Premières années et succès (1999–2007)

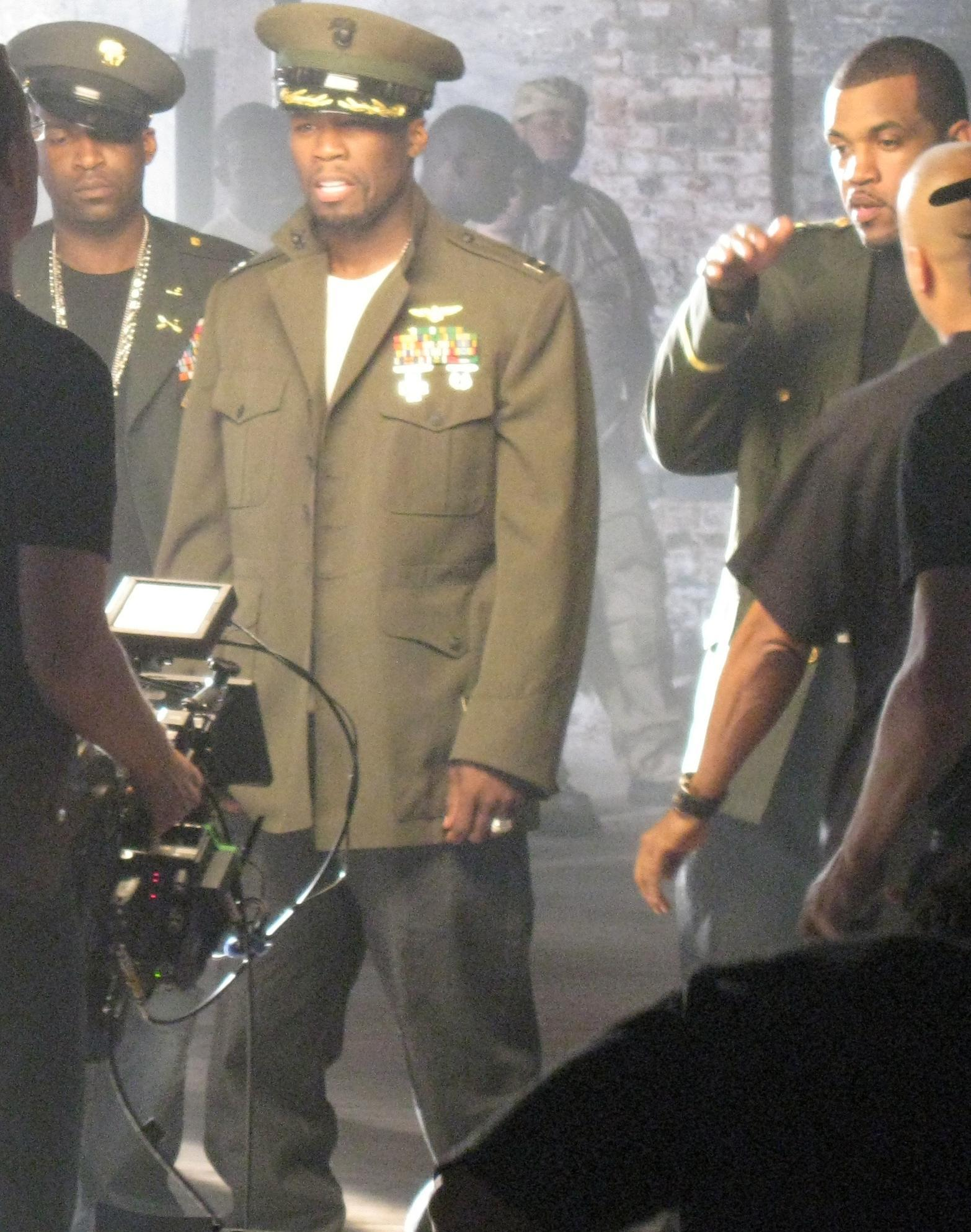
50 Cent, Lloyd Banks, et Tony Yayo sur le tournage du clip Rider Pt 2.

G-Unit gagne sa reconnaissance sur la scène underground new-yorkaise en produisant et distribuant des mixtapes, par ses propres moyens dans un premier temps entre 1999 et 2001, puis grâce à DJ Whoo Kid entre 2002 et 2007. Certaines de ces mixtapes deviendront célèbres comme : God's Plan ou 50 Cent is the Future en 2002. Le groupe apparaît également sur plusieurs mixtapes de DJ Kay Slay ou DJ Clue  afin d’assurer leur promotion. Mais en décembre 2002, Tony Yayo est arrêté et incarcéré pour possession d'armes. La G-Unit est officiellement créée quand le célèbre rappeur 50 Cent signe Tony Yayo (malgré le fait que celui-ci soit absent au moment des faits), Lloyd Banks et Young Buck comme membre officiel du groupe G-Unit en février 2003. En mars 2003, G-Unit et DJ Whoo Kid créent la G-Unit Radio, une chaîne de radio dans laquelle les membres de G-Unit Records livrerons des interviews et des freestyles exclusifs. Ils reçoivent des invités comme The Game, Spider Loc, Mobb Deep ou encore Olivia.La G-Unit Radio dure quatre ans, entre 2003 et 2007, et permet l'existence de 25 mixtapes exclusives gratuites et connaîtra un succès notable.
Le groupe publie son premier album Beg for Mercy en novembre 2003, Beg for Mercy, enregistré chez Polydor. L'opus contient des chansons telles que Poppin' Them Thangs, My Buddy, Stunt 101, Wanna Get to Know You, Smile et I Smell Pussy. Il se vend à plus de quatre millions d'exemplaires aux États-Unis et est certifié double disque de platine le 16 décembre 2003 par la Recording Industry Association of America (RIAA). Dans cet album Tony Yayo n’apparaît dans aucun morceau excepté le morceau bonus(I Smell Pussy) qu'il réussit tout de même a enregistrer en prison. En janvier 2004, Tony Yayo sort de prison. C'est durant cette année que le rappeur The Game fait son entrée dans la G-Unit. Pour la première fois, la G-unit est au complet.
En 2005, le groupe revient avec la mixtape Return of Ghetto Millionaire, puis en 2006 G-Unit Records et Statik Selektah livrent la mixtape The Empire Strikes Back, éditée chez Traffic Signs, avec des artistes comme Termanology, D.C et Granite State. En 2006, The Game quitte la G-Unit en raison d'un désaccord avec 50 Cent. Cette simple dispute va se transformer plus tard en un interminable clash.
En mai 2008, la G-Unit publie l'album promotionnel Body Snatcher en attendant Terminate on Sight. Il se trouve que cet album promotionnel va être beaucoup vendu que prévu voir presque autant que T.O.S.(Terminate on Sight). L'album Terminate on Sight sort dans les bacs le 1er juillet 2008. Ne profitant plus du buzz conséquent des débuts du groupe, le succès n'est pas au rendez-vous, l'album s'écoulant seulement à 100 000 exemplaires dès la première semaine.

### Retour (depuis 2014)
En 2013, la G-Unit accueille un nouveau membre : Kidd Kidd. Le 20 février 2014, Tony Yayo garde en tête l'inactivité de G-Unit. Il annonce son retrait de la musique expliquant qu'il y a « trop de stress. J'ai déjà joué partout dans le monde. Publié un album. Il est temps de passer à autre chose que la Unit. Rien à foutre,. » Après déjà plusieurs entrevues, 50 Cent explique le 25 avril 2014, qu'à causes de conflits internes, G-Unit est actuellement « démantelé ». Cependant, le 1er juin 2014, G-Unit se réunit par la 21e édition du Summer Jam avec 50 Cent, Lloyd Banks, Tony Yayo, Young Buck, et le nouveau membre de la G-Unit, Kidd Kidd. Le lendemain, G-Unit publie une chanson intitulée Nah I'm Talkin' Bout, un remix du titre Grindin My Whole Life de HS87, marquant leur retour officiel,. Le 3 juin 2014, G-Unit publie un remix du titre 0-100 du rappeur canadien Drake, qu'ils renomment Real Quick. Le 4 juin 2014, 50 Cent annonce un nouvel album du groupe qu'il prévoit pour publier en novembre 2014.
Le 12 juin 2014, la G-Unit continuent dans sa lancée avec un remix du titre Ordinary de Trey Songz. Le 16 juin 2014, la G-Unit publie une chanson intitulée They Talked About Jesus. La chanson, avec des versets de Banks, Buck et Yayo, reprend Tearz du groupe Wu-Tang Clan,,. Le 17 juin 2014, la G-Unit publie son clip vidéo du titre Nah I'm Talkin' Bout,. Le 25 juin 2014, 50 Cent annonce la publication éventuelle d'une mixtape avant l'album,,. Le 27 juin 2014, la G-Unit publie un remix du titre Don't Tell 'Em de Jeremih.
En août 2017, le G-Unit annonce la sortie d'une nouvelle mixtape mixée par DJ Whoo Kid, Power (en référence à la série du même nomproduite par 50 Cent). Le premier extrait est Dead Bodies (Catch a Body) contient des couplets de Young Buck, Tony Yayo et Uncle Murda, nouvelle recrue du groupe.

## Discographie

### Albums studio
- 2003 : Beg for Mercy
- 2008 : T·O·S (Terminate on Sight)
- 2014 : The Beauty of Independence - EP
- 2015 : The Beast Is G-Unit

### Mixtapes
- 2002 : God's Plan
- 2002 : No Mercy, No Fear
- 2002 : 50 Cent Is the Future
- 2003 : Smokin' Day 2 (G-Unit Radio Part 1)
- 2003 : International Ballers (G-Unit Radio Part 2)
- 2003 : Takin' It to the Streets (G-Unit Radio Part 3)
- 2003 : No Peace Talks! (G-Unit Radio Part 4)
- 2003 : All Eyez on Us (G-Unit Radio Part 5)
- 2004 : Motion Picture Shit (G-Unit Radio Part 6)
- 2004 : King of New York (G-Unit Radio Part 7)
- 2004 : The Fifth Element (G-Unit Radio Part 8)
- 2004 : The Red Child (Instrumentals Mixtape)
- 2005 : G-Unit City (G-Unit Radio Part 9)
- 2005 : 2050 Before the Massacre (G-Unit Radio Part 10)
- 2005 : Bulletproof Radio (G-Unit Radio Part 11)
- 2005 : The Return of the Mixtape Millionaire (G-Unit Radio Part 13)
- 2005 : Back to Business (G-Unit Radio Part 14)
- 2005 : Are You a Window Shopper? (G-Unit Radio Part 15)
- 2005 : The Realest Killaz
- 2005 : Gangsta Mix
- 2006 : 10 Years of Hate (G-Unit Radio Part 16)
- 2006 : Best in the Bizness (G-Unit Radio Part 17)
- 2006 : Rags to Riches (G-Unit Radio Part 18)
- 2006 : Rep Yo Click (G-Unit Radio Part 19)
- 2006 : Best in the Bizness 2 (G-Unit Radio Part 20)
- 2006 : Hate It or Love It (G-Unit Radio Part 21)
- 2006 : Hip Hop Is Dead – Verse 2 (G-Unit Radio Part 22)
- 2006 : Big-Business
- 2007 : Finally Off Papers (G-Unit Radio Part 23)
- 2007 : Clean Up Man (G-Unit Radio Part 24)
- 2007 : Sabrina's Baby Boy (G-Unit Radio Part 25)
- 2007 : G-Unit Is the Army
- 2008 : Return of the Body Snatchers (Volume 1)
- 2008 : Elephant in the Sand (Volume 2)
- 2008 : Sincerely Yours, Southside (Volume 3)
- 2008 : S.O.D. (Volume 4)
- 2008 : Shoot 2 Kill
- 2009 : Whales in the Sand